# Нормування (хемометрика)
Нормування (англ. normalize) — у хемометриці — перетворення числових даних таким чином, щоб усі вони лежали в границях між 0 та 1. Для цього від кожного з даних віднімають найменше значення та ділять на діапазон зміни даних (різниця між найбільшим та найменшим значенням). Використовується в методі нейронних сіток та інших регресійних моделях.